# آداما ترائوره (بازیکن فوتبال، زاده ۱۹۸۹)
آداما ترائوره (انگلیسی: Adama Traoré؛ زادهٔ ۱۷ ژانویهٔ ۱۹۸۹) بازیکن فوتبال اهل مالی است.
از باشگاه‌هایی که در آن بازی کرده‌است می‌توان به پاری سن ژرمن اشاره کرد.
وی همچنین در تیم ملی فوتبال مالی بازی کرده‌است.